# Perovskie
Perovskie (Perovskia) je bývalý rod rostlin patřící do čeledě hluchavkovité (Lamiaceae). Podle fylogenetických studií začátku 21. století je rod součástí široce pojatého rodu šalvěj (Salvia), uvnitř jehož fylogenetického stromu se odvětvuje a do něhož je tedy nově zařazován jako jeho podrod (Salvia subg. Perovskia).
Jsou to obvykle aromatické polokeře, pocházející z jihozápadní a Střední Asie. Některé druhy lze použít v ČR jako okrasné rostliny. Uplatní se především ve skupinách, v skalkách a v trvalkových záhonech.

## Zástupci
- perovskie dřevinkovitá (Salvia abrotanoides, dříve P. abrotanoides )
- perovskie lebedolistá (Salvia yangii, dříve Perovskia atriplicifolia)
- perovskie krtičníkovitá (Salvia scrophulariifolia, dříve P. scrophulariifolia)